# I Knew You Were Waiting (For Me)
I Knew You Were Waiting (for Me) è una canzone interpretata da Aretha Franklin e George Michael e pubblicata come singolo nel 1987. È stata scritta da Simon Climie e Dennis Morgan.

## Il brano
La canzone raggiunse la prima posizione delle Official Singles Chart, MegaCharts (per due settimane) e Billboard Hot 100, subito dopo la sua pubblicazione. Fu significativamente il primo ed unico singolo di Aretha Franklin a raggiungere la vetta nel Regno Unito, e soltanto il quarto (ed ultimo) in top ten dai tempi di I Say a Little Prayer, quasi vent'anni prima. Per George Michael invece si trattò del terzo singolo consecutivo in vetta nel Regno Unito, dopo Careless Whisper e A Different Corner.

## Tracce
12" Maxi
1. I Knew You Were Waiting (For Me) (Extended Remix) - 7:30
2. I Knew You Were Waiting (For Me) (Percappella) - 5:14
3. I Knew You Were Waiting (For Me) (Edited Remix) - 5:29

7" Single
1. I Knew You Were Waiting (For Me) - 4:02
2. I Knew You Were Waiting (For Me) (Instrumental) - 4:02

## Classifiche
| Classifica (1987)                | Posizione massima |
| -------------------------------- | ----------------- |
| Australia                        | 1                 |
| Austria                          | 9                 |
| Belgio (Fiandre)                 | 1                 |
| Canada                           | 4                 |
| Danimarca                        | 2                 |
| Europa                           | 1                 |
| Finlandia                        | 5                 |
| Germania                         | 5                 |
| Irlanda                          | 1                 |
| Italia                           | 11                |
| Norvegia                         | 4                 |
| Nuova Zelanda                    | 3                 |
| Paesi Bassi                      | 1                 |
| Regno Unito                      | 1                 |
| Spagna                           | 14                |
| Stati Uniti                      | 1                 |
| Stati Uniti (adult contemporary) | 2                 |
| Stati Uniti (dance club)         | 12                |
| Stati Uniti (R&B)                | 5                 |
| Sudafrica                        | 10                |
| Svezia                           | 4                 |
| Svizzera                         | 5                 |

## Cover
Una cover di I Knew You Were Waiting (for Me) è stata registrata nel 2001 dal gruppo pop britannico Hear'Say, come B-side del loro singolo Everybody. Inoltre Michael McDonald ha realizzato una cover nel 2008, inclusa nel suo album Soul Speak.